# Primolius auricollis
L'ara dal collare (Primolius auricollis Cassin, 1853) è una piccola specie di ara originaria del Sudamerica centrale.

## Tassonomia
L'ara dal collare venne descritta per la prima volta dall'ornitologo statunitense John Cassin nel 1853. Il nome specifico auricollis, dal latino aurum, «oro», e collum, «collo», «significa dal collare dorato». Recentemente è stata spesso classificata nel genere Propyrrhura, ma tale nome non rispetta le regole dell'ICZN. In passato veniva anche classificata nel genere Ara, ma attualmente in tale genere vengono incluse solo alcune delle are più grandi.

## Descrizione

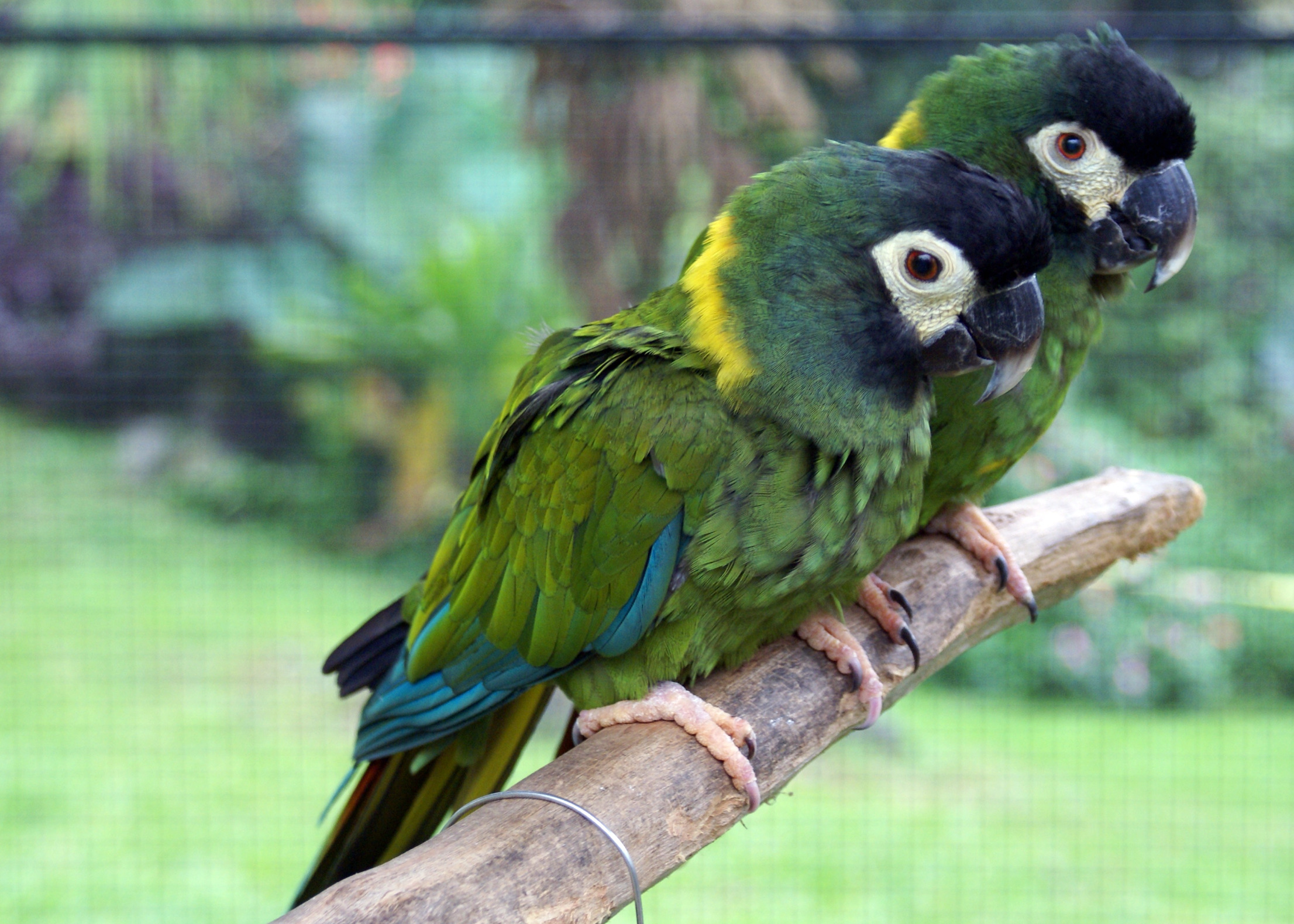
Due esemplari al Rainforest Zoo di Pana'ewa, Hawaii (USA).

La sua lunghezza totale si aggira sui 38 cm, dei quali circa la metà è costituita dalle penne della coda. Ha piumaggio generale verde, ma presenta un caratteristico collare giallo sulla parte posteriore del collo. Questo collare si sviluppa con l'età e quello degli esemplari adulti presenta colori più brillanti. La fronte e la corona sono nero brunastre. Le remiganti e le copritrici primarie sono azzurre; la coda è rossa alla base, verde al centro e azzurra all'estremità. Il lato inferiore della coda e delle remiganti è giallo-verdastro, così come quello di altre piccole specie di ara, come l'ara aliblu e l'ara panciarossa. Le zampe sono rosa chiaro e l'iride varia dal rossastro al giallo chiaro. Sulla faccia è presente un'ampia zona glabra di colore bianco; il becco, molto massiccio, è nero, ma spesso ha la punta di color grigio chiaro.

## Distribuzione
La popolazione principale vive nella regione brasiliana del Pantanal (Mato Grosso sud-occidentale, Mato Grosso do Sul occidentale e Rondônia meridionale), nell'Argentina settentrionale (Jujuy orientale e Salta settentrionale), nell'estremità settentrionale del Paraguay (Alto Paraguay e Concepción) e in gran parte della Bolivia settentrionale e orientale (Beni, Santa Cruz, Chuquisaca e Tarija). Una seconda popolazione disgiunta vive in Brasile, nell'estremità nord-orientale del Mato Grosso, nel Pará sud-orientale e nel Tocantins occidentale.

## Habitat e conservazione
Abita in foreste (sebbene eviti la foresta pluviale amazzonica), aree boschive, savane e praterie con alberi sparsi. Si incontra soprattutto in pianura, ma in certi luoghi si spinge fino a 1700 metri di quota. È sempre relativamente comune e per questo motivo BirdLife International la inserisce tra le specie a rischio minimo.

## Biologia
Generalmente viene avvistata in coppie o, al di fuori della stagione riproduttiva, in piccoli stormi. Si nutre di frutti, boccioli di fiori e semi.

### Riproduzione
L'ara dal collare nidifica nelle cavità degli alberi. Le uova, di solito due o tre per covata, sono bianche. La femmina le cova per circa 26 giorni e i giovani lasciano il nido circa 70 giorni dopo la schiusa.